# George Thomas Napier
George Thomas Napier (Londen, 30 juni 1784 - Genève, 16 september 1855) was een Brits generaal. Hij diende als gouverneur van de Britse Kaapkolonie van 1837 tot 1843.

## Biografie

### Militaire carrière
Napier was de zoon van kolonel George Napier en zijn tweede vrouw, Lady Sarah Lennox. In 1800 sloot hij zich aan bij de Ierse cavalerie, maar werd vanwege zijn losbandigheid verplaatst naar de infanterie. Tijdens de Spaanse Onafhankelijkheidsoorlog vocht hij onder generaal John Moore en in 1812 verloor hij zijn rechterarm bij de slag om Ciudad Rodrigo. Dat jaar trouwde hij op 18 oktober met Margaret Craig, met wie hij vijf kinderen kreeg. Na een korte periode als adjudant-generaal van het district York vocht hij als majoor mee in de Slag bij Toulouse van 1814.

### Gouverneurschap
Napier werd op 4 oktober 1837 aangesteld als gouverneur van de Britse Kaapkolonie na het ontslag van zijn voorganger Benjamin D'Urban, maar trad pas bij zijn aankomst in januari 1838 in dienst. Gedurende zijn gouverneurschap annexeerde hij de republiek Natalia en sloot hij een bondgenootschap met koning Moshoeshoe I van de Basotho en Adam Kok III van de Griekwa. Zijn gouverneurschap eindigde op 12 december 1843 en in 1844 vestigde hij zich te Nice. Hij overleed in 1855 te Genève.

### Nalatenschap
De plaats Napier in de Zuid-Afrikaanse provincie West-Kaap is naar hem vernoemd.
- International Standard Name Identifier: 0000 0004 4881 3764
- Virtual International Authority File: 315944641